# Bragelogne-Beauvoir
 Bragelogne-Beauvoir  là một xã ở tỉnh Aube, thuộc vùng Grand Est ở phía bắc miền trung nước Pháp.